# Gordon P. Guymer
Gordon P. Guymer ( 1953 - ) es un botánico australiano, que posee experiencia en investigaciones de biodiversidad, gestión y política. Ha trabajado en biodiversidad vegetal de Queensland, la vegetación y los factores que afectan la gestión y el mantenimiento de la biodiversidad y los valores ambientales, y tiene experiencia en gestión de programas y proyectos de biodiversidad. Es actualmente Director de Biodiversidad y Ciencias de Ecosistemas, del Departamento de Ambiente y Recursos Naturales.

## Algunas publicaciones

### Libros
- noel charles william Beadle, lois d. Beadle, gordon p. Guymer, john b. Williams. 1982. Students flora of north eastern New South Wales. Part 3. Angiosperms: families 84-106. 240 pp.
- neil wilton Snow, gordon p. Guymer, g. Sawvel. 2003. Systematics of Austromyrtus, Lenwebbia, and the Australian species of Gossia (Myrtaceae). Volumen 65 de Systematic botany monographs. 95 pp. ISBN 0912861657

## Honores
Fue designado Botánico australiano oficial de enlace con el Royal Botanic Gardens, Kew, Londres, de 1986 a 1987.
- Council of Heads of Australasian Herbaria (1990-hoy)
- Australian Terrestrial Biodiversity Assessment working group of the National Land and Water Audit
- Queensland's Vegetation Management Consultative Committee
- Executive Steering Committee Australian Vegetation Information
- Miembro de Australian Tropical Herbarium, y del Centre for Native Floriculture
- Miembro de Flora of Australia Editorial Committee (1989 a 1994)
- Miembro Australian Biological Resources Study (ABRS) Advisory Committee (1994 a 1999)

- La abreviatura «Guymer» se emplea para indicar a Gordon P. Guymer como autoridad en la descripción y clasificación científica de los vegetales.[1]